# أدهم حسونة
أدهم حسونة (1982-2023) هو كاتب وصحفي، ومحاضر في كلية الإعلام في جامعات قطاع غزة. حصل على شهادة البكالوريوس في الإعلام وفنون الاتصال من واغتيل في غارة جوية برفقة أفراد عائلته في مدينة غزة.

## سيرته الذاتية
ولد أدهم أحمد حسونة في حي الشجاعية شرق مدينة غزة.  درس في مدارسها المرحلة الأساسية، حصل على شهادة البكالوريوس في الإعلام وفنون الاتصال من جامعة أكتوبر بمصر، والماجستير من معهد البحوث والدراسات العربية، والدكتوراه في الإعلام في السودان. عمل محاضراً بعد تخرجه في كلية الإعلام في الجامعات الفلسطينية بقطاع غزة، وأستاذاً مساعداً في تخصص الإذاعة والتلفزيون في جامعة الإسراء. وأستاذاً مساعداً في تخصص الإذاعة والتلفزيون في جامعة الإسراء. عمل مخرج في تلفزيون فلسطين.
استشهد الدكتور أدهم حسونة مع عدد من أفراد عائلته برفقة اخيه الدكتور ماجد حسونة في حي الشجاعية شرق مدينة غزة، جراء قصف الطيران الحربي الإسرائيلي لمنزله وذلك خلال الرد الإسرائيلي على عملية طوفان الأقصى.